# Xysticus sikkimus
Xysticus sikkimus är en spindelart som beskrevs av Benoy Krishna Tikader 1970. Xysticus sikkimus ingår i släktet Xysticus och familjen krabbspindlar. Inga underarter finns listade i Catalogue of Life.